# Bulajew (Kasachstan)
Bulajew (kasachisch Булаев, russisch Булаево Bulajewo) ist eine Stadt in Kasachstan. Der Ort ist das Verwaltungszentrum des Audan Maghschan Schumabajew in Nordkasachstan.

## Geografie
Bulajew liegt im Norden Kasachstans im Gebiet Nordkasachstan rund 80 Kilometer östlich von Petropawl und 180 Kilometer westlich von Omsk sowie knapp 30 Kilometer von der Staatsgrenze zu Russland entfernt.

## Geschichte
Der Ort wurde 1983 gegründet als sich mehrere Menschen hier ansiedelten, die am Bau der Südural-Eisenbahn arbeiteten. Der Bahnhof von Bulajew wurde 1894 eröffnet; dieser trug zuerst den Namen Medweschka nach einem nahe gelegenen Dorf. Durch die Lage an der Bahnstrecke wuchs der Ort schnell wurde 1940 zu einer Siedlung städtischen Typs mit Schulen, einem Kulturzentrum und einem Krankenhaus.
Im Zuge der sowjetischen Neulandkampagne zur landwirtschaftlichen Erschließung des nördlichen Kasachstan wurde in den 1950er Jahren ein Getreideheber in Bulajew errichtet. 1969 wurde dem Ort das Stadtrecht verliehen.

## Einwohnerentwicklung
Bei der Volkszählung 1999 hatte Bulajew 9.638 Einwohner. Die Volkszählung 2009 ergab für den Ort eine Einwohnerzahl von 8.433. Bei der letzten Volkszählung 2021 lebten 8.535 Menschen in Bulajew. Die Fortschreibung der Bevölkerungszahl ergab zum 1. Januar 2025 eine Einwohnerzahl von 8.540.
| Einwohnerentwicklung               | Einwohnerentwicklung | Einwohnerentwicklung | Einwohnerentwicklung | Einwohnerentwicklung | Einwohnerentwicklung | Einwohnerentwicklung | Einwohnerentwicklung |
| 1939                               | 1959                 | 1970                 | 1979                 | 1989                 | 1999                 | 2009                 | 2021                 |
| ---------------------------------- | -------------------- | -------------------- | -------------------- | -------------------- | -------------------- | -------------------- | -------------------- |
| 6.588                              | 10.743               | 11.313               | 11.190               | 11.484               | 9.638                | 8.433                | 8.535                |
| Anmerkung: Volkszählungsergebnisse |                      |                      |                      |                      |                      |                      |                      |